# García (Venezuela)
García is een gemeente in de Venezolaanse staat Nueva Esparta. De gemeente telt 58.000 inwoners. De hoofdplaats is El Valle del Espíritu Santo.